# 돌상
돌상은 아기의 첫 생일을 축하하기 위하여 차리는 상이다. 예로부터 내려오는 관습으로 음식과 물건을 함께 차리는데, 아기의 장수와 다복 다재를 비는 마음으로 백설기·수수경단·송편·대추·쌀·국수·각색의 과일·색실타래·활·화살·붓·먹·책·돈 등을 놓는다. 여자 아기일 때에는 활과 화살 대신 바느질 솜씨가 좋으라고 자를 놓는다.

## 같이 보기
- 돌잔치